# I'm Not Gonna Miss You
"I'm Not Gonna Miss You" é uma canção de 2014 interpretada Glen Campbell e The Wrecking Crew e composta por Campbell e Julian Raymond. Lançada em 30 de setembro de 2014, compõe a trilha sonora do documentário Glen Campbell: I'll Be Me, que segue a vida do cantor após o diagnóstico de Alzheimer.

## Prêmios e indicações
| Ano  | Premiação        | Categoriado                        | Resultado | Ref.  |
| ---- | ---------------- | ---------------------------------- | --------- | ----- |
| 2015 | Oscar            | Melhor Canção Original             | Indicado  | [ 1 ] |
| 2015 | Grammy Awards    | Best Country Song                  | Venceu    | [ 2 ] |
| 2015 | Grammy Awards    | Best Song Written for Visual Media | Indicado  | [ 2 ] |
| 2015 | Satellite Awards | Melhor Canção Original             | Indicado  | [ 3 ] |